# Teori Zavascki
Teori Zavascki (ur. 15 sierpnia 1948, zm. 19 stycznia 2017) – brazylijski minister Sądu Najwyższego. 

## Biografia
Od 29 listopada 2012 był ministrem Sądu Najwyższego. Zajmował się nadzorowaniem śledztwa w sprawie dotyczącej korupcji państwowego koncernu Petrobras, znanej pod nazwą Operacja Lava Jato (Myjnia Samochodowa). Był sprawozdawcą tego śledztwa przed Sądem Najwyższym. 19 stycznia 2017 leciał samolotem, który wpadł do morza w pobliżu miasteczka Paraty u wybrzeży stanu Rio de Janeiro i poniósł śmierć na miejscu. Po jego śmierci decyzją prezydenta Michela Temera została ogłoszona trzydniowa żałoba narodowa. Po śmierci Teoriego Zavasckiego, na sprawozdawcę śledztwa Lava Jato został wylosowany Edson Fachin.